# Qazi Muhammad
Qazi Muhammad Ghazi, född 1 maj 1893, död 31 mars 1947, var en iransk-kurdisk politisk ledare. Han var president i  republiken Kurdistan under Irankrisen 1946 från den 22 januari 1946 till den föll 11 månader senare. Innan han blev president var han domare från en välkänd släkt.
Mahabadrepublikens fall berodde på att Sovjetunionen drog tillbaka sina trupper från Iran, vilket gav den iranska regimen tillfälle att slå ner den upprättade republiken.
Qazi Muhammad avrättades tillsammans med Sadri Qazi och Sayfi Qazi för landsförräderi genom hängning den 31 mars 1947 av shahregimen i Iran. Detta datum har sedan dess benämnts som kurdiska martyrernas dag. Varje år hedras minnet av de kurdiska martyrerna.
Qazi Muhammads dotter Efat Ghazi dödades 1990 av en brevbomb i Västerås.